# VTJ Slaný
Vojenská tělovýchovná jednota Slaný byl poslední název slánského vojenského fotbalového klubu, který byl založen v roce 1953 jako Posádkový dům armády Slaný. Většina hráčů zde působila v rámci základní vojenské služby. Oddíl zanikl po divizní sezoně 1991/92 sloučením s městským rivalem SK Slaný, který se dočasně přejmenoval na SK Slaný VTJ.
Největším úspěchem klubu byla druholigová účast v ročnících 1963/64, 1964/65 a 1965/66. Třetí nejvyšší soutěže se účastnil naposled v sezoně 1969/70.
Svá domácí utkání hrál na hřišti za nádražím.

## Historické názvy
Zdroj: 
- 1953 – PDA Slaný (Posádkový dům armády Slaný)
- 1955 – PDA Kyjev Slaný (Posádkový dům armády Kyjev Slaný)
- 1957 – VTJ Dukla Slaný (Vojenská tělovýchovná jednota Dukla Slaný)
- 1976 – VTJ Slaný (Vojenská tělovýchovná jednota Slaný)
- 1992 – zánik sloučením s SK Slaný do SK Slaný VTJ

## Stručná historie klubu
Klub byl založen roku 1953 a většina hráčů zde působila během základní vojenské služby. Svá utkání hrál na travnatém hřišti za nádražím. Téměř celá 60. léta 20. století se pohyboval mezi třetí a druhou nejvyšší soutěží. Jedním z nejznámějších hráčů, kteří tehdy byli ve Slaném na vojně, je František Plass. Dále zde působili mj. Ivan Štefko, Bedřich Břeh, Václav Lunda, Václav Feřtek, František Smak, Vojtěch Richtrmoc, Václav Migas, Zdeněk Pleško, František Jarolímek, Josef Vejvoda, Václav Oplt, Jan Rolko, Miroslav Koubek, Pavel Tobiáš, Josef Hanák, Valdemar Horváth, Zbyněk Lerch a Marek Kincl.

## Umístění v jednotlivých sezonách
Stručný přehled
Zdroj: 
- 1960–1961: I. třída Středočeského kraje
- 1961–1963: Středočeský krajský přebor
- 1963–1964: II. liga – sk. A
- 1964–1965: II. liga – sk. B
- 1965–1966: II. liga – sk. A
- 1966–1968: Divize C
- 1968–1969: Divize B
- 1969–1970: III. liga – sk. A
- 1970–1973: Divize B
- 1973–1977: Středočeský krajský přebor
- 1977–1985: I. A třída Středočeského kraje
- 1985–1986: Středočeský krajský přebor
- 1986–1992: Divize B

Jednotlivé ročníky
Zdroj: 
Legenda: Z – zápasy, V – výhry, R – remízy, P – porážky, VG – vstřelené góly, OG – obdržené góly, +/− – rozdíl skóre, B – body, červené podbarvení – sestup, zelené podbarvení – postup, fialové podbarvení – reorganizace, změna skupiny či soutěže
| Československo (1960 – 1992) |                                    |        |    |     |     |     |     |     |     |    |        |
| Sezóny                       | Liga                               | Úroveň | Z  | V   | R   | P   | VG  | OG  | +/− | B  | Pozice |
| 1960/61                      | I. třída Středočeského kraje       | 4      |    | ... | ... | ... | ... | ... | ... |    | 1.     |
| 1961/62                      | Středočeský krajský přebor         | 3      | 26 | 7   | 9   | 10  | 53  | 59  | −6  | 23 | 9.     |
| 1962/63                      | Středočeský krajský přebor         | 3      | 26 | 17  | 5   | 4   | 79  | 36  | +43 | 39 | 1.     |
| 1963/64                      | II. liga – sk. A                   | 2      | 26 | 11  | 7   | 8   | 37  | 27  | +10 | 29 | 6.     |
| 1964/65                      | II. liga – sk. B                   | 2      | 26 | 11  | 4   | 11  | 44  | 46  | −2  | 26 | 8.     |
| 1965/66                      | II. liga – sk. A                   | 2      | 26 | 4   | 7   | 15  | 30  | 49  | −19 | 15 | 14.    |
| 1966/67                      | Divize C                           | 3      | 26 | 15  | 5   | 6   | 66  | 25  | +41 | 35 | 2.     |
| 1967/68                      | Divize C                           | 3      | 26 | 9   | 12  | 5   | 40  | 24  | +16 | 30 | 2.     |
| 1968/69                      | Divize B                           | 3      | 26 | 12  | 6   | 8   | 43  | 26  | +17 | 30 | 4.     |
| 1969/70                      | Národní fotbalová liga – sk. A     | 3      | 30 | 4   | 5   | 21  | 23  | 72  | −49 | 13 | 16.    |
| 1970/71                      | Divize B                           | 4      | 26 | 7   | 12  | 7   | 38  | 32  | +6  | 26 | 8.     |
| 1971/72                      | Divize B                           | 4      | 26 | 13  | 3   | 10  | 28  | 31  | −3  | 29 | 6.     |
| 1972/73                      | Divize B                           | 4      | 26 | 8   | 2   | 16  | 22  | 43  | −19 | 18 | 13.    |
| 1973/74                      | Středočeský krajský přebor         | 5      | 30 | 13  | 6   | 11  | 49  | 48  | +1  | 32 | 6.     |
| 1974/75                      | Středočeský krajský přebor         | 5      | 30 | 9   | 8   | 13  | 31  | 52  | −21 | 26 | 11.    |
| 1975/76                      | Středočeský krajský přebor         | 5      | 30 | 12  | 8   | 10  | 53  | 48  | +5  | 32 | 6.     |
| 1976/77                      | Středočeský krajský přebor         | 5      | 30 | 6   | 10  | 14  | 37  | 52  | −15 | 22 | 13.    |
| 1977/78                      | I. A třída Středočeského kraje     | 5      |    | ... | ... | ... | ... | ... | ... |    |        |
| 1978/79                      | I. A třída Středočeského kraje     | 5      |    | ... | ... | ... | ... | ... | ... |    |        |
| 1979/80                      | I. A třída Středočeského kraje     | 5      |    | ... | ... | ... | ... | ... | ... |    |        |
| 1980/81                      | I. A třída Středočeského kraje     | 5      |    | ... | ... | ... | ... | ... | ... |    |        |
| 1981/82                      | I. A třída Středočeského kraje     | 6      |    | ... | ... | ... | ... | ... | ... |    |        |
| 1982/83                      | I. A třída Středočeského kraje     | 6      |    | ... | ... | ... | ... | ... | ... |    |        |
| 1983/84                      | I. A třída Středočeského kraje     | 6      | 26 | ... | ... | ... | ... | ... | ... | 22 | 12.    |
| 1984/85                      | I. A třída Středočeského kraje     | 6      |    | ... | ... | ... | ... | ... | ... |    | 1.     |
| 1985/86                      | Středočeský krajský přebor – sk. B | 5      | 26 | 17  | 5   | 4   | 61  | 21  | +40 | 39 | 1.     |
| 1986/87                      | Divize B                           | 4      | 30 | 10  | 7   | 13  | 32  | 44  | −12 | 27 | 13.    |
| 1987/88                      | Divize B                           | 4      | 30 | 14  | 8   | 8   | 51  | 35  | +16 | 36 | 3.     |
| 1988/89                      | Divize B                           | 4      | 30 | 13  | 6   | 11  | 47  | 32  | +15 | 32 | 6.     |
| 1989/90                      | Divize B                           | 4      | 30 | 17  | 4   | 9   | 44  | 29  | +15 | 38 | 2.     |
| 1990/91                      | Divize B                           | 4      | 30 | 13  | 4   | 13  | 48  | 45  | +3  | 30 | 8.     |
| 1991/92                      | Divize B                           | 4      | 30 | 12  | 8   | 10  | 55  | 46  | +9  | 32 | 5.     |